# 名探偵コナン 紺碧の棺
『名探偵コナン 紺碧の棺』（めいたんていコナン こんぺきのジョリー・ロジャー）は、2007年4月21日に公開された日本のアニメ映画で、劇場版『名探偵コナン』シリーズの11作目にあたる。上映時間は107分。興行収入は25億3000万円。第31回日本アカデミー賞優秀アニメーション作品賞受賞作品。キャッチコピーは「そこに浮かぶのは、誰だ…」「コナン君、どこにいるの？」。なお、副題の「棺」は英語で「coffin」であり、「ジョリー・ロジャー (Jolly Roger)」は本来、「海賊旗」を意味する言葉である。

## 概要
本作は毛利蘭と鈴木園子の友情をテーマとし、伝説の女海賊「アン・ボニー」と「メアリ・リード」になぞらえたストーリーが展開される。第2作『14番目の標的』・前々作『水平線上の陰謀』に続く、海を舞台にした作品だが、映画で離島を訪れるのは本作が初である。
コナン応援団として、井上和香・山本梓・桜塚やっくんの3名が映画の宣伝活動を行った。なお、3名は本作公開後、TVシリーズ・第488話「テレビ局の悪魔」にゲスト出演している。
第6作『ベイカー街の亡霊』以降で、タイトルと同時に公開されるポスターが原作者による書き下ろしでなくアニメ原画だったのは、前作と本作の2作のみである。映画ポスターには腕時計型麻酔銃を構えるコナンの姿が描かれているが、本編では使われなかった。
冒頭のカーチェイスのシーンで佐藤刑事と高木刑事が追跡していた2人組の強盗犯は、それぞれ『ルパン三世』のルパン三世と峰不二子の覆面をしている。これとは別で、2009年放送の『ルパン三世VS名探偵コナン』の企画が出たのも2007年頃からである。本作が初出の「佐藤刑事の初恋の人がルパン三世」という設定は、2013年公開の『ルパン三世VS名探偵コナン THE MOVIE』にも引き継がれている。
通常オープニングで行われる作品解説は、本作では本編に挿入されており、江戸川コナンが車に乗り込む場面で新一のナレーションが入る形式になっている。新聞記事のシーンは無く、蘭の紹介ナレーションも蘭が映りこんだ際に「彼女は同級生の毛利蘭」と紹介した後に新一がコナンになった経緯を語るという、これまでになかった構成になっている。また、本作でメインとなる鈴木園子が初めて紹介され、オープニングのキャストクレジットにも園子役の松井菜桜子が追加された。
回想ではあるが、この作品に限り蘭の中学校の制服がブレザーになっている（他の作品やアニメではセーラー服）。
本作も小説版は、小学館のジュニア文庫（小学館ジュニアシネマ文庫）から2014年1月15日に発売。
エピローグ後の次回作予告では、画面に「2008年-動き出す 新たな事件」という字幕が映し出された後、オルガンの音と共に「名探偵コナン」のロゴが浮かび上がり、コナン役の高山みなみのナレーションと共に「劇場版第12弾製作決定」と告知された。後に次回作は、音楽をテーマにした『戦慄の楽譜』であることが発表された。

## ストーリー
佐藤刑事と高木刑事は、都内で強盗犯とカーチェイスを繰り広げていた。佐藤は巧みなドライビングテクニックで強盗犯の車を追い詰め、横転させる。そのまま逮捕されることになった強盗犯は、「神海島」「ジョリー・ロジャー」という意味深な言葉を呟くと意識を失った。
翌日、バカンスで神海島を訪れたコナン一行は、財宝探しに集まったトレジャーハンター一味と出会う。神海島は、海底の古代遺跡・海底宮殿が発見され有名になった島である。また、300年前に2人の女海賊アン・ボニーとメアリ・リードが遺したという財宝伝説も語り継がれている。興味を持ったコナン達は島の観光課が企画した宝探し、蘭と園子はダイビングとそれぞれバカンスを満喫する。
そんな中、トレジャーハンターの1人が、海底宮殿を探索中にサメの群れに襲われ死亡した。当初は不幸な事故と思われたが、ダイビングスーツに残っていた痕跡から、コナンはこの事件が殺人だと推理する。さらに、東京からやってきた目暮警部の話から、トレジャーハンター達が昨日都内で起きた強盗事件の犯人とつながっていることが明らかになる。
その日の夜、島の観光館にトレジャーハンター達が泥棒に入り、逃走中に何者かからライフルで狙撃されるという事件が起こった。さらに翌日、蘭と園子がトレジャーハンター達に連れ去られてしまう。蘭達を助けるために、コナンは1人で海底神殿に向かう。
トレジャーハンターは海底神殿で海賊船を見つけるも、そこに財宝が無い事が分かり、蘭達を始末しようとする。そこにコナンが助けに現れトレジャーハンター達を制圧し、彼らの仲間を殺した犯人である神海島観光課長の岩永城児が後をついて来た事にも気付いた。その直後に起きた地震で入り口が塞がれ、神殿内に海水が流れ込むが、神殿内に噴出していたメタンガスを爆発させて船ごと脱出する策をコナンは思い付き、一同は浮上する海賊船に乗って海底神殿を脱出する。
コナン達が救助船に避難すると同時に、海賊船は海の藻屑と化す。コナンは海賊船こそが財宝の正体であり、財宝の地図はアンがメアリに宛てた置手紙だったと推測する。そんなコナン達を見届けたかのように、アンとメアリのピストルとカットラスが描かれた海賊旗は海中へと沈んでいった。

## 登場人物

### レギュラーキャラクター
江戸川 コナン（えどがわ コナン）
声 - 高山みなみ
本作の主人公。本来の姿は「東の高校生探偵」として名を馳せている工藤新一だが、黒ずくめの組織に飲まされた毒薬・APTX4869の副作用で小学生の姿になっている。
毛利 蘭（もうり らん）
声 - 山崎和佳奈
本作のヒロイン兼キーパーソン。新一の幼馴染かつガールフレンド。関東大会で優勝するほどの空手の達人。
本作では親友である鈴木園子との友情が物語の軸となる。
毛利 小五郎（もうり こごろう）
声 - 神谷明
蘭の父親で「眠りの小五郎」の異名で有名な私立探偵。コナンの保護者。元警視庁捜査一課強行犯係の刑事。
コナン、蘭、園子が頼親島に向かい、嵐により救助要請が出せないとなった時は取り乱した。
鈴木 園子（すずき そのこ）
声 - 松井菜桜子
本作のヒロイン兼キーパーソン。蘭の同級生で親友。鈴木財閥の令嬢で、新一の幼馴染でもある。
本作では蘭との友情がメインで描かれる。
工藤 新一（くどう しんいち）
声 - 山口勝平
コナンの本来の姿で高校生探偵。
エピローグの回想に登場し、中学生時代のエピソードが描かれる。
灰原 哀（はいばら あい）
声 - 林原めぐみ
元黒の組織の一員かつAPTX4869の開発者で、コナンの正体を新一と知る数少ない人物の一人。
「相棒」としてコナンの捜査を手伝う。
目暮 十三（めぐれ じゅうぞう）
声 - 茶風林
警視庁刑事部捜査一課強行犯捜査三係の警部。
阿笠 博士（あがさ ひろし）
声 - 緒方賢一
コナンの正体を新一と知る数少ない人物の一人で、発明家。
吉田 歩美（よしだ あゆみ）、小嶋 元太（こじま げんた）、円谷 光彦（つぶらや みつひこ）
声 - 岩居由希子（歩美）、高木渉（元太）、大谷育江（光彦）
少年探偵団の3人。
島の観光課が企画した宝探しに奔走する。
コナン達が頼親島に取り残された時は何もできず、無事を祈るしかなかった。
佐藤 美和子（さとう みわこ）
声 - 湯屋敦子
警視庁捜査一課の刑事で警部補。高木刑事と交際中。
本作で、初恋の人物がルパン三世だったことが判明する。
取り乱し始めた小五郎に「失礼します」と前置したあと、ボディブローをお見舞いし、気絶させている。
高木 渉（たかぎ わたる）
声 - 高木渉
警視庁捜査一課の刑事で巡査部長。佐藤刑事と両想いの恋愛関係。
瞬間接着剤を使用した「シアノアクリレート」により被疑者の指紋を採取する技能を見せている。
コナン、蘭、園子が頼親島に向かい、嵐により救助要請が出せないと小五郎に教えた直後、胸ぐらを掴まれた。
白鳥 任三郎（しらとり にんざぶろう）
声 - 井上和彦
警視庁捜査一課のキャリア組警部。

### オリジナルキャラクター
岩永 城児（いわなが じょうじ）
声 - 堀内賢雄
神海島観光課長。コナン一行のガイドを務める観光課の課長。
走ってくる際に盛大に転んでしまうなど少々間の抜けた性格をしている。責任感は強く、観光館で発生したカットラスとピストル盗難事件では毅然とした態度で警察に対応した。
普段はマウンテンバイクに乗って行動しており、盗難事件が発生した際も急いで駆けつけようとしたが、途中で小五郎に奪われ二人乗りを余儀なくされた。
神海島活性化のため宝探しゲームを考案した責任者で、コナンに興味を抱かせるほどの出来になっている。
山口 喜美子（やまぐち きみこ）
声 - 倉田雅世
ダイビングインストラクター。蘭と園子にダイビングのコーチをしたインストラクター。
松本達ハンターのことは敵視している。
蘭や園子とボートに乗る途中で松本達に殴り倒されるが、なんとか美馬の民宿まで辿り着き、蘭と園子が連れ去られたことをコナン一行に伝えた。
馬淵 千夏（まぶち ちか）
声 - 大本眞基子
ダイビングショップ「GROTTO」オーナー。神海島にあるダイビングショップの経営者。
喜美子からも慕われているが、経営の方は苦しいらしく、松本から金を渡されて逃走用のボートを密かに用意していた。だが、金を渡される瞬間をコナンに目撃されて怪しまれることになる。また、猟友会に所属している老人のライフルが盗まれ、その老人の面倒を見ていることが判明したため、警察に任意同行を要求されてしまう。
松本 光次（まつもと みつじ）
声 - 中田譲治
トレジャーハンター。
伊豆山・田山の仲間で3人のリーダー格。バンダナを巻いており、長髪で髭を蓄えている。アン・ボニーとメアリー・リードの財宝を狙って神海島までやってきた国際指名手配犯。
宝を奪うのに必要なカットラスとピストルを盗み出すも、ライフルで狙撃され腕を負傷してしまう。作中後半では蘭と園子を連れ去り、2人を先鋒として海底遺跡の探索を行う。
伊豆山 太郎（いずやま たろう）
声 - 神奈延年
トレジャーハンター。
松本・田山の仲間。パンチパーマーで小柄な肥満体型。
松本と組んで観光館に展示されているカットラスとピストルを盗み出した際に、何者かに狙撃され足を負傷してしまった。リーダーの松本には忠実だったが、宝が発見できなかった途端に仲間割れを始めた。
田山 資悦（たやま ともよし）
声 - 黒田崇矢
トレジャーハンター。
松本・伊豆山の仲間。3人の中では一番大柄。
松本達と海底遺跡を調査中に鮫の群れに襲われ、病院で手術を受けるも出血多量で死亡した。
コナンの調査により、BCジャケットに魚の血が入ったビニール袋が仕込まれていたことが判明し、殺人事件と断定された。この事件をきっかけに松本達がマークされることになった。
上平（うえひら）
声 - 稲葉実
神海島駐在巡査。田山が運び込まれた病院に駆け付けてきた神海島の巡査。
平和な島で事件慣れしていないため、目暮警部達に頼りっぱなしである。職務には忠実で、事件を聞きつけて居酒屋「うみ」から駆け付けた小五郎を逮捕しようとした。
美馬 和男（みま かずお）
声 - 穂積隆信
民宿「神海荘」経営者。
普段は漁師だが、役所から観光客を増やすように要請され民宿も仕方なく経営している。現在は妻を亡くして一人暮らし。無愛想ながら温厚な性格で、面倒見も良い。トレジャーハンターを毛嫌いしているが、自身も元はトレジャーハンターで、島に住んでいた妻と結婚した。
なお、本作の脚本家・柏原寛司が同じく脚本を担当した『ゴジラ×メガギラス G消滅作戦』に、同姓同名の人物が登場している。

#### 神海島
ホテルマン
声 - 田中一成
フロントで小五郎達を応対したホテルマン。
医師
声 - 岡和男
神海島にある病院の医師。
女将
声 - 片岡富枝
神海島で美人ママの店と呼ばれる居酒屋「うみ」の女将。
小五郎も飲みに行ったが、実際はただの中年女性で小五郎は文句を言っていた。
アナウンス
声 - フリハタ
観光館で少年探偵団が見ていたオーロラビジョンのアナウンス。

#### その他
コンビニ店員
声 - 早水リサ
冒頭のカーチェイスの場面で登場するコンビニの女性店員。
強盗犯
声 - 黒田崇矢
ルパン三世の覆面を被った強盗犯コンビの一人。
佐藤達に逮捕される際、「ジョリー・ロジャー」と呟いて気絶した。
警察無線
声 - 廣田行生

## スタッフ
- 原作 - 青山剛昌
- 監督、絵コンテ - 山本泰一郎
- 脚本 - 柏原寛司
- 絵コンテ協力 - 亀垣一、奥脇雅晴、影山楙倫、辻泰永
- 演出 - 山本泰一郎、かわむらあきお、辻泰永
- キャラクターデザイン・総作画監督 - 須藤昌朋
- デザインワークス・作画監督 - 山中純子
- メカデザイン - 牟田清司、清水義治
- 作画監督補 - 牟田清司、清水義治、堀内博之、金井次郎、金澤比呂司、糸島雅彦、石井繁
- 色彩設計 - 西香代子
- 美術監督 - 渋谷幸弘
- 撮影監督 - 野村隆
- 3D CGI ディレクター - 後藤優一
- 編集 - 岡田輝満
- 音響監督 - 井澤基
- 音楽 - 大野克夫
- ストーリーエディター - 飯岡順一
- アシスタントプロデューサー - 永井幸治、北田修一、石山桂一
- アソシエイトプロデューサー - 浅井認
- アニメーションプロデューサー - 西村政行
- プロデューサー - 諏訪道彦、吉岡昌仁
- アニメーション制作 - 東京ムービー
- 製作 - 「名探偵コナン」製作委員会（小学館、読売テレビ放送、日本テレビ放送網、小学館プロダクション、東宝、トムス・エンタテインメント）
- 配給 - 東宝

## テレビ放送
| 回数 | 番組名(放送枠名) | 放送形態 | 放送日        | 放送時間（JST） | 放送分数 | 平均世帯視聴率 | 備考 |
| ---- | ---------------- | -------- | ------------- | --------------- | -------- | -------------- | ---- |
| 1    | 通常拡大枠       |          | 2008年4月21日 | 19:00-20:54     | 114分    |                |      |

## 音楽

### 主題歌
愛内里菜&三枝夕夏「七つの海を渡る風のように」
作詞 - 愛内里菜&三枝夕夏 / 作曲 - 大野愛果 / 編曲 - 葉山たけし

### サウンドトラック

#### 収録曲
1. カーチェイス
2. ディスティニー アイランド
3. マリーナ
4. 名探偵コナン メイン・テーマ 紺碧ヴァージョン
5. ザ ステージ
6. ファンタジック
7. アンダーウォーター~シーパレス
8. トレジャー チルドレン A
9. ダイビング
10. シャーク フィアー
11. トレジャー チルドレン B
12. シンクロ ワーズ
13. ワッツ ハプニング
14. ケース ブレイク
15. アクセント タッチ~コンティニュー
16. アレステッド
17. インターナショナル ケース (インシデント)
18. コンシダレーション
19. キャプテン メグレ
20. フォース
21. アン&メアリ
22. ジョリー・ロジャー
23. ディベロプメント
24. エスケープ!
25. ブロークン
26. シャーク テラー
27. アタック シャーク
28. エントランス
29. コナンズ アイ
30. アピアランス
31. ライク アン&メアリ
32. ヒーロー カミング
33. インファレンス
34. ザ クライシス
35. ビッグ トレジャー
36. トゥルー インテンション
37. ディープ ブルー メモリー
38. フォロー ウィンド <ボーナストラック>
39. アット ミッドタウン <ボーナストラック>

## 映像ソフト
- DVD - 2007年11月23日発売[11]
- BD - 2011年4月8日発売[12]